# Luboń koło Poznania
Luboń koło Poznania – stacja kolejowa w Luboniu, leżąca na południe od dębieckiego przystanku osobowego, na szlaku kolejowym Wrocław – Poznań. Według klasyfikacji PKP ma kategorię dworca aglomeracyjnego.

## Ruch pasażerski
| Rok  | Wymiana pasażerska na dobę |
| ---- | -------------------------- |
| 2017 | 300-499                    |
| 2022 | 700-999                    |

## Historia
W 1853 roku władze pruskie przyznały Towarzystwu Kolei Górnośląskiej koncesję na budowę linii kolejowej Wrocław Główny − Leszno i Leszno − Poznań Główny. Prace zakończono 29 października 1856 roku uroczystym oddaniem do eksploatacji jednotorowej linii kolejowej z Wrocławia przez Leszno do Poznania. W Luboniu Kolej Górnośląska wykupiła tereny pod budowę linii od Augusta Cieszkowskiego, właściciela żabikowskiego majątku ziemskiego. Granice tego majątku obejmowały część wsi Luboń i stąd w 1904 roku pierwotna nazwa stacji Żabikowo została zmieniona zgodnie ze swym położeniem na stację Luboń (niem. Luban). Budynek dworca w Luboniu powstał prawdopodobnie równocześnie z otwarciem linii kolejowej. Wzniesiony z czerwonej cegły, piętrowy, z użytkowym poddaszem mieścił poczekalnię i pomieszczenia służbowe, a główne wejście znajdowało się od strony ul. Dworcowej. 1 lipca 1909 roku otwarto nowo wybudowaną linię lokalną (Poznań) − Luboń − Grodzisk, wyprowadzoną ze stacji Luboń, którą w tym celu przebudowano tworząc z peronu drugiego peron dwukrawędziowy. Oba perony połączono podziemnym tunelem, a zejścia osłonięto wiatami. W czasie I wojny światowej lubońska stacja była już ważnym punktem strategicznym, przez który przejeżdżały transporty wojskowe. Ekspediowano stąd także produkowane w tym czasie w Luboniu materiały wybuchowe i proch. 29 listopada 1918 roku powstał w Poznaniu Związek Kolejarzy Polskich, który stopniowo przejmował kontrolę nad kolejami w Wielkopolsce, zapobiegając wywożeniu do Niemiec mienia kolejowego, żywności i sprzętu wojskowego. Jeden z epizodów powstania wielkopolskiego miał miejsce na dworcu w Luboniu, gdzie 30 grudnia 1918 roku powstańcy zdobyli niemiecki pociąg wojskowy z sześcioma armatami i piętnastoma wagonami mąki. Po odzyskaniu niepodległości służbę na poznańskich kolejach objęli polscy kolejarze. Część z nich znalazła pracę i osiedliła się w Luboniu (Bocianówko). W czasie II wojny światowej Niemcy przejęli zarząd nad całym transportem kolejowym. Większość lubońskich kolejarzy została zmuszona do pracy na kolei III Rzeszy. Po wyzwoleniu przystąpiono do odbudowy infrastruktury kolejowej. W lutym 1945 roku naprawiono tory z Poznania do Lubonia, gdzie istniało jedyne niezniszczone ujęcie wody dla parowozów, a wiosną uruchomiono linię Poznań Główny − Leszno, którą zelektryfikowano (na całym odcinku) 20 grudnia 1969 roku. Przez następne 40 lat nastąpił ogromny rozwój kolejowego transportu osobowego i towarowego. Do końca lat 80. XX wieku Luboń był znaczącą stacją rozrządową, zatrudniającą około 300 kolejarzy.

## Katastrofa
23 października 1945 przy semaforze wjazdowym od strony Poznania zdarzyła się katastrofa kolejowa. Pociąg osobowy nadjeżdżający od strony Dębca około godziny 17.30 wjechał na stojący pod semaforem w stronę Poznania skład transportujący niemieckich jeńców wojennych. Maszynista pociągu poznańskiego zginął na miejscu, a palacz zmarł następnego dnia w szpitalu.

## Współczesność
W związku z planowaną modernizacją linii E 59 w ramach Poznańskiego Węzła Kolejowego oraz projektowaną od lat szybką koleją w aglomeracji poznańskiej, lubońska stacja stoi przed szansą powrotu do dawnej świetności.